# Xian de Yuzhong
Pour les articles homonymes, voir Yuzhong.
Le xian de Yuzhong (榆中县 ; pinyin : Yúzhōng Xiàn) est un district administratif de la province du Gansu en Chine. Il est placé sous la juridiction de la ville-préfecture de Lanzhou.

## Démographie
La population du district était de 423 336 habitants en 1999.

## Transport
Ce district sera desservi par le métro de Lanzhou.